# Pepe Guixé
José «Pepe» Guixé Cañizares (Madrid, 14 de agosto de 1922-Santiago de Chile, 4 de noviembre de 2016) fue un actor y periodista español, radicado en Chile, principalmente conocido por la película Cabo de Hornos.

## Biografía
Hijo de Juan Guixé Audet y Cristina Cañizares Blanco, familia de inmigrantes que se instalaron en Chile tras la guerra civil española. Realizó sus estudios en Madrid, Francia y Colombia.
A partir de la década de 1940, desarrolló su carrera artística en Chile, participando en la compañía teatral de Manolo González y Olvido Leguía.
En 1955 participó en la película El gran circo Chamorro. Pasó a formar parte del área dramática de Canal 13 en la década de los '60 realizando cuentos infantiles dramatizados y teleteatros. Desarrolló su faceta periodística en los programas Telenoche (Canal 13, 1969-1975), Estudio Abierto (TVN, 1976-1978), El Café es con Pepe Guixé (Canal 9/Teleonce, 1979-1982), Noticias con Patricio Bañados (Canal 9, 1979-1980), Teleonce Noticias (Teleonce, 1980-1982), Teleonce al despertar (Teleonce, 1980-1990), En Directo (Teleonce, 1982-1983),  Panorama (Canal 11, 1983-1988), El Café con... (Canal 11, 1984-1985), Matinal 91/92/93/94 (RTU/Chilevisión, 1991-1994), Casi en Serio (La Red, 1998-1999), Aló, Eli (Megavisión, 2000) y Buenas tardes, Eli (TVN, 2001).
Falleció en la madrugada del 4 de noviembre de 2016.

## Filmografía

### Cine
| Año  | Película                  |
| ---- | ------------------------- |
| 1947 | El último guapo           |
| 1947 | Yo vendo unos ojos negros |
| 1948 | La mano del muertito      |
| 1948 | Tonto pillo               |
| 1955 | El gran circo Chamorro    |
| 1956 | Cabo de Hornos            |
| 1962 | Un chileno en España      |
| 1970 | El fin del juego          |
| 1970 | Natalia                   |